# Киселёв, Павел Иванович
Павел Иванович Киселёв (6 августа 1897 года, Тихвин, Новгородская губерния — 27 июля 1976 года, Москва) — советский военный деятель, генерал-майор (17 января 1944 года).

## Начальная биография
Павел Иванович Киселёв родился 6 августа 1897 года в Тихвине Новгородской губернии.
Работал письмоводителем в Петроградском Главном казначействе, там же в 1914 году окончил шесть классов высшего начального училища повышенного типа.

## Военная служба

### Первая мировая и гражданская войны
В январе 1915 года призван в ряды Русской императорской армии и направлен в Гренадерский полк, дислоцированный в Петрограде, а в мае 1916 года — на учёбу в школу прапорщиков Северного фронта, дислоцированную в Гатчине, где служил юнкером, портупей-юнкером и командиром отделения. После окончания школы в октябре того же года назначен на должность младшего офицера в составе 282-го запасного пехотного батальона, который вскоре был преобразован в полк, а Киселёв назначен на должность командира 10-й роты.
В декабре того же года направлен на учёбу на пулемётные курсы при Мценском 285-м пехотном полку, дислоцированном в Нарве, после окончания которых в феврале 1917 года назначен младшим офицером в Опатовский 746-й пехотный полк (187-я пехотная дивизия, 12-я армия), после чего принимал участие в боевых действиях в районе Риги. В конце мая Киселёв был тяжело контужен и затем лечился в госпитале. После выздоровления в июле назначен на должность командира 2-й роты в составе этого же полка, который вёл боевые действия в районе Двинска. Избирался председателем комитета солдатских депутатов. В августе 1917 года направлен на повторные курсы при 27-м армейском корпусе, дислоцированном в Двинске, после окончания которых в октябре того же года вернулся в полк, где был назначен на должность командира роты, в январе 1918 года — на должность обер-офицера для поручений интендантства, а в феврале — на должность дивизионного интенданта. В марте того же года был демобилизован из рядов армии, после чего работал агентом охраны Северной железной дороги.
В июне 1918 года Киселёв призван в ряды РККА и направлен в 7-й отдельный участок железнодорожной охраны войск охраны и обороны железных дорог, при преобразовании которого в 8-й отдельный батальон железнодорожной охраны в сентябре был назначен на должность командира роты. С декабря того же года служил на должностях командира роты, начальника пулемётной роты и помощника начальника связи участка в составе 49-го пехотного Тихвинского пехотного полка железнодорожной охраны и в период со 2 апреля по 26 мая 1919 года принимал участие в боевых действиях на Олонецком боевом участке во время Первой советско-финской войны.
В сентябре П. И. Киселёв назначен на должность начальника команды конных разведчиков в составе 25-го отдельного пехотного батальона, после чего принимал участие в боевых действиях в районе Петрограда против войск под командованием Н. Н. Юденича. С мая 1920 года в составе этого же батальона и Южного отряда под командованием Марченко участвовал в боях против вооружённых формирований под командованием Н. И. Махно. С июля того же года служил в 182-м отдельном батальоне на должностях начальника команды конных разведчиков, начальника команды связи и начальника хозяйственной части, а с сентября — на должностях командира роты и батальона в составе 381-го стрелкового полка.

### Межвоенное время
В марте 1921 года назначен на должность помощника начальника административно-строевой части Отдельного Тихвинского участка водной охраны областного Балтийско-Мариинского управления водной милиции, а в ноябре того же года — на должность начальника административно-строевого отдела Управления Детско-Сельской милиции. С мая 1922 года служил на должностях старшего делопроизводителя, адъютанта школы и помощника начальника административной части Высшей административной школы, дислоцированной в городе Детское Село.
В июне 1924 года направлен в 10-ю стрелковую дивизию (Ленинградский военный округ), где служил на должностях помощника начальника штаба 30-го Краснознамённого и 29-го стрелковых полков, дислоцированных в Череповце и Архангельске, а с октября 1930 года — на должностях командира батальона, начальника команды одногодичников и начальника штаба в составе 28-го стрелкового полка, дислоцированного в Вологде. В мае 1935 года Киселёв назначен на должность помощника командира по строевой части 30-го Краснознамённого стрелкового полка. В период с июня по октябрь того же года исполнял должность начальника 1-й (оперативной) части штаба дивизии, а с июля 1937 по август 1938 года — должность командира 30-го стрелкового полка. В сентябре 1939 года на основе полка была сформирована 182-я стрелковая дивизия, в составе которой Киселёв был назначен на должность командира 793-го стрелкового полка.
В декабре 1939 года назначен на должность заместителя командира 84-й стрелковой дивизии, после чего принимал участие в боевых действиях на выборгском направлении во время советско-финской войны.
В октябре 1940 года назначен на должность заместителя командира 144-й стрелковой дивизии (Московский военный округ), дислоцированной во Владимире.

### Великая Отечественная война
11 июля 1941 года полковник Киселёв назначен на должность командира 285-й стрелковой дивизии, формировавшейся в Костроме. В августе дивизия была направлена на фронт, заняла оборонительный рубеж в районе Новой Ладоги и с 8 сентября участвовала в боевых действиях по освобождению населённых пунктов Ларионов Остров и Посадников Остров, а с 11 октября — по освобождению станции Погостье (Ленинградская область).
5 ноября назначен на должность командира 6-й отдельной бригады морской пехоты, ведшей оборонительные боевые действия вдоль реки Волхов. В районе деревни Бережки полковник Киселёв был ранен и контужен, однако остался в строю и уже 12 ноября от генерала А. А. Мартьянова принял командование группой войск, в которую входила и 6-я бригада морской пехоты, которая продолжила вести боевые действия на волховском направлении. 22 ноября бригада была передислоцирована в район станции Новый Быт, а затем — в район станции Войбокало, где продолжила вести оборонительные боевые действия.
7 декабря 1941 года назначен на должность начальника отдела боевой подготовки 54-й армии, после чего занимался приёмом шести новых дивизий, передислоцированных по льду Ладожского озера в состав самой армии. Вскоре полковник Киселёв был направлен в Уральский военный округ с целью формирования новой дивизии, однако по пути заболел, вследствие чего лечился в госпитале. После выздоровления зачислен в распоряжение Военного совета округа, а в январе 1942 года прикомандирован к генерал-лейтенанту И. Т. Шевалдину в группу по формированию новых соединений для действующей армии, а в марте возглавил эту же группу. В следующем месяце отозван в Москву, где 15 апреля был назначен на должность помощника руководителя группы контролирования за формированием стрелковых и кавалерийских соединений и подготовкой маршевых пополнений в запасных бригадах. В ноябре того же года направлен на учёбу на ускоренный курс при Высшей военной академии имени К. Е. Ворошилова, после окончания которого в мае 1943 года назначен на должность начальника Рижского пехотного училища, дислоцированного в Стерлитамаке.

### Послевоенная карьера
После окончания войны находился на прежней должности.
В сентябре 1946 года назначен на должность начальника военной кафедры Московского педагогического института, а в августе 1947 года — на должность начальника военной кафедры Московского лесотехнического института.
Генерал-майор Павел Иванович Киселёв в июле 1953 года вышел в запас. Умер 27 июля 1976 года в Москве.

## Награды
СССР
- Орден Ленина (21.02.1945);
- Два ордена Красного Знамени (03.11.1944, 20.06.1949);
- Орден Красной Звезды (22.02.1944);
- Медали.

Российская империя
- Орден Святого Станислава 3-й степени с мечами и бантом;
- Орден Святой Анны 3-й степени с мечами и бантом;
- Орден Святого Владимира 4-й степени с мечами и бантом.